# Epicharis cockerelli
Epicharis cockerelli är en biart som först beskrevs av Heinrich Friese 1900.  Epicharis cockerelli ingår i släktet Epicharis och familjen långtungebin. Inga underarter finns listade i Catalogue of Life.